# Pompeo Gherardo Molmenti

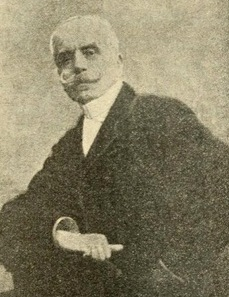
Molmenti auf einer Fotografie, die spätestens 1908 entstand

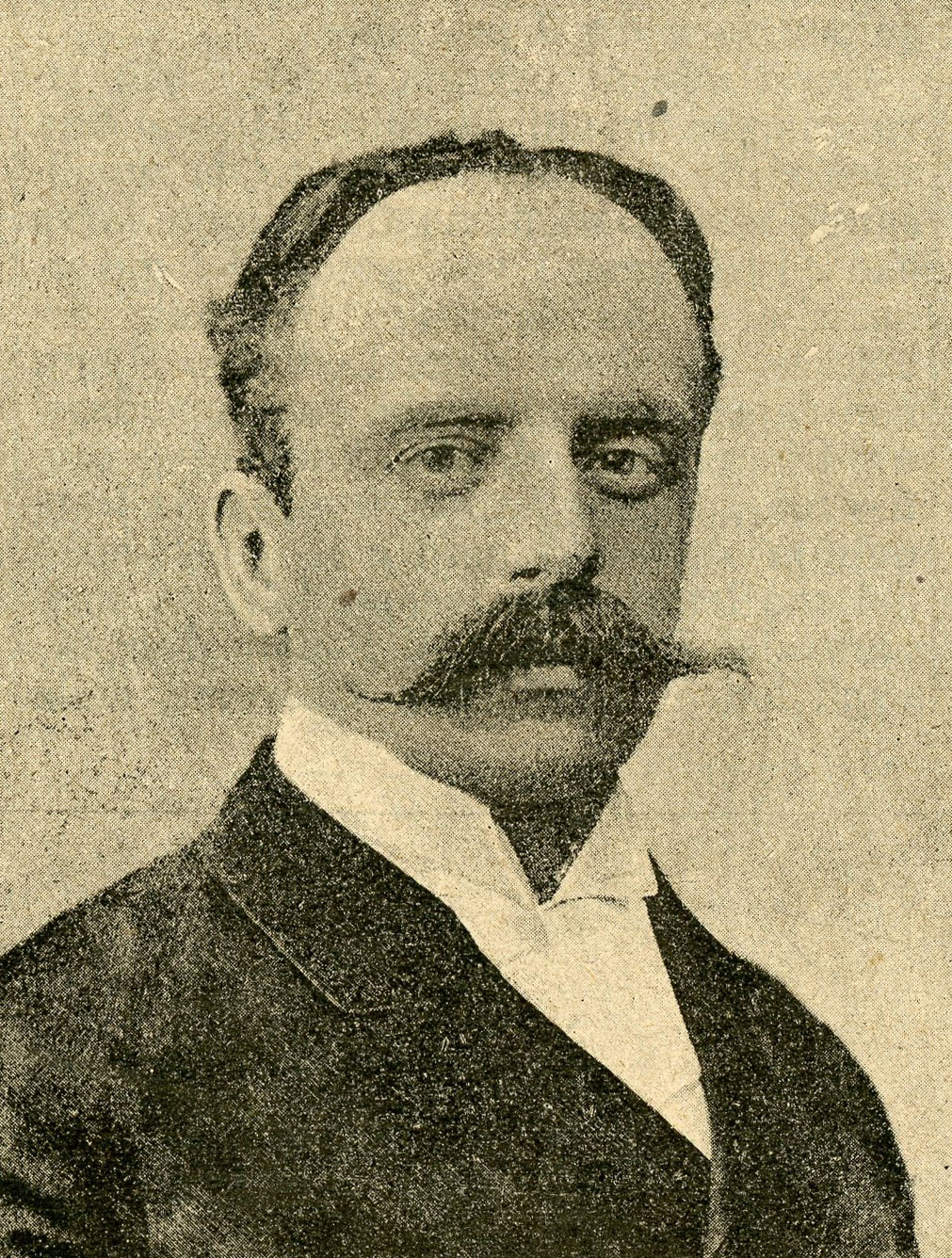
Eine Fotografie aus dem Jahr 1897

Pompeo Gherardo Molmenti (* 1. September 1852 in Venedig; † 24. Januar 1928 in Rom) war ein italienischer Historiker, Politiker und Schriftsteller.

## Leben
Molmentis Vater Ettore war ein Friulaner, der in den frühen 1840er Jahren nach Venedig gezogen war, seine Mutter, Lucietta Regazzi, war Ettores zweite Ehefrau. Pompeo Gherardo war das zweite von fünf Kindern. Er besuchte zunächst die nach dem Anschluss Venetiens an Italien im Jahr 1867 so benannte Marco-Polo-Schule (San Trovaso) im Sestiere San Polo, genauer gesagt das Ginnasio Liceale "Marco Polo", um darauf ein Jurastudium an der Universität Padua aufzunehmen, das er am 5. August 1874 abschloss. Dort lernte er Luigi Luzzatti kennen, mit dem ihn eine lange Freundschaft verband. Francesco Pantaleo hatte ihm Griechisch und Latein beigebracht und durch ihn lernte er die Autoren des 13. und 14. Jahrhunderts kennen. Sein Onkel, der Maler Pompeo Marino Molmenti, der jüngere Bruder seines Vaters, hatte ihm Kunst und Kunstgeschichte nahegebracht. Obwohl sich Molmenti mehr für Kunst und Kultur interessierte, arbeitete er ab 1876 als Rechtsanwalt. 
1880 begann er Lesungen am Istituto Veneto di Scienze, Lettere ed Arti am Campo Santo Stefano zu halten, dann lehrte er am Gymnasium Marco Foscarini von 1881 bis 1890. Daneben verfasste er Artikel in verschiedenen Zeitungen, wie Il Fanfulla, die ihm 1875 eine eigene Rubrik einrichtete, für die er als „sior Momolo“ „Chiacchiere veneziane“ schrieb. Ab 1877 schrieb er über Malerei in der Mailänder Zeitung Perseveranza, ein Themenkreis, über den Molmenti bereits 1869 zum ersten Mal im Il Rinnovamento geschrieben hatte, einer venezianischen Zeitschrift. 
Am 22. April 1885 heiratete er Amalia Brunati, eine gebildete und vermögende Frau aus Salò, die eine Villa in Moniga del Garda in die Ehe einbrachte. Die beiden kultivierten dort einen eigenen Wein, den Chiaretto. Schon 1876 saß Molmenti in der Associazione costituzionale di Venezia, deren Vorsitzender Lorenzo Tiepolo, der 1888 der erste gewählte, nicht ernannte Bürgermeister der Stadt wurde. Molmenti saß als consigliere comunale im Stadtrat, dann in der Camera dei deputati, verlor jedoch bei der Wahl von 1892 seinen Sitz im Parlament, in das er erst 1895 in einer katholisch-gemäßigten Fraktion wieder einzog und dem er bis 1909 angehörte. 1897 überwarf er sich mit Bürgermeister Filippo Grimani. 1889 wurde er Dozent an der Universität Padua mit dem Schwerpunkt Venezianische Geschichte, doch gab er dieses Amt auf, als er ins Parlament gewählt wurde. 1909 wurde er zum Senator erhoben. Ab 1921 gehörte er der Accademia della Crusca an.

## Werke

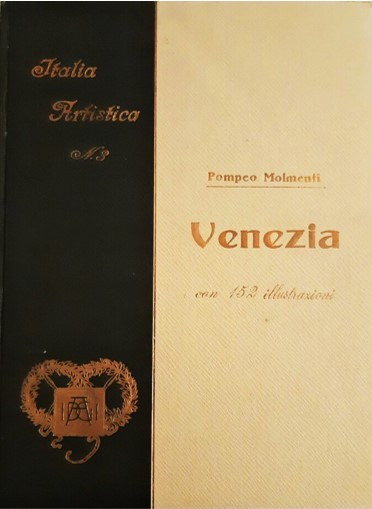
Venezia, erschienen 1905

Schon mit 14 Jahren publizierte Molmenti einen ersten historischen Roman von 20 Seiten Umfang in Verona: Il Castello di Zumelle. Romanzo storico. 1873 erschien Maria. Bozzetti della campagna veneta, 1872 und 1879 Impressioni letterarie, 1875 Clara und in Mailand eine Studie über Carlo Goldoni, schließlich im Jahr 1900 eine Monographie über den Schriftsteller Antonio Fogazzaro, den er noch selbst kennengelernt hatte. 1905 folgte L'arte di vivere a lungo. Discorsi della vita sobria di Luigi Cornaro, dann die Epistolari veneziani del secolo XVIII im Jahr 1915 und die Carteggi casanoviani in zwei Bänden, die 1916 und 1918 erschienen.
Molmenti verfasste zudem historische Romane im Umkreis Venedigs, wie Vecchie storie (1882), Il Moro di Venezia 1878 und Abate Brandolini im folgenden Jahr. Bekannter wurde er mit La dogaressa di Venezia, das 1884 und 1887 aufgelegt wurde, und das 1887 auch in Englisch erschien.

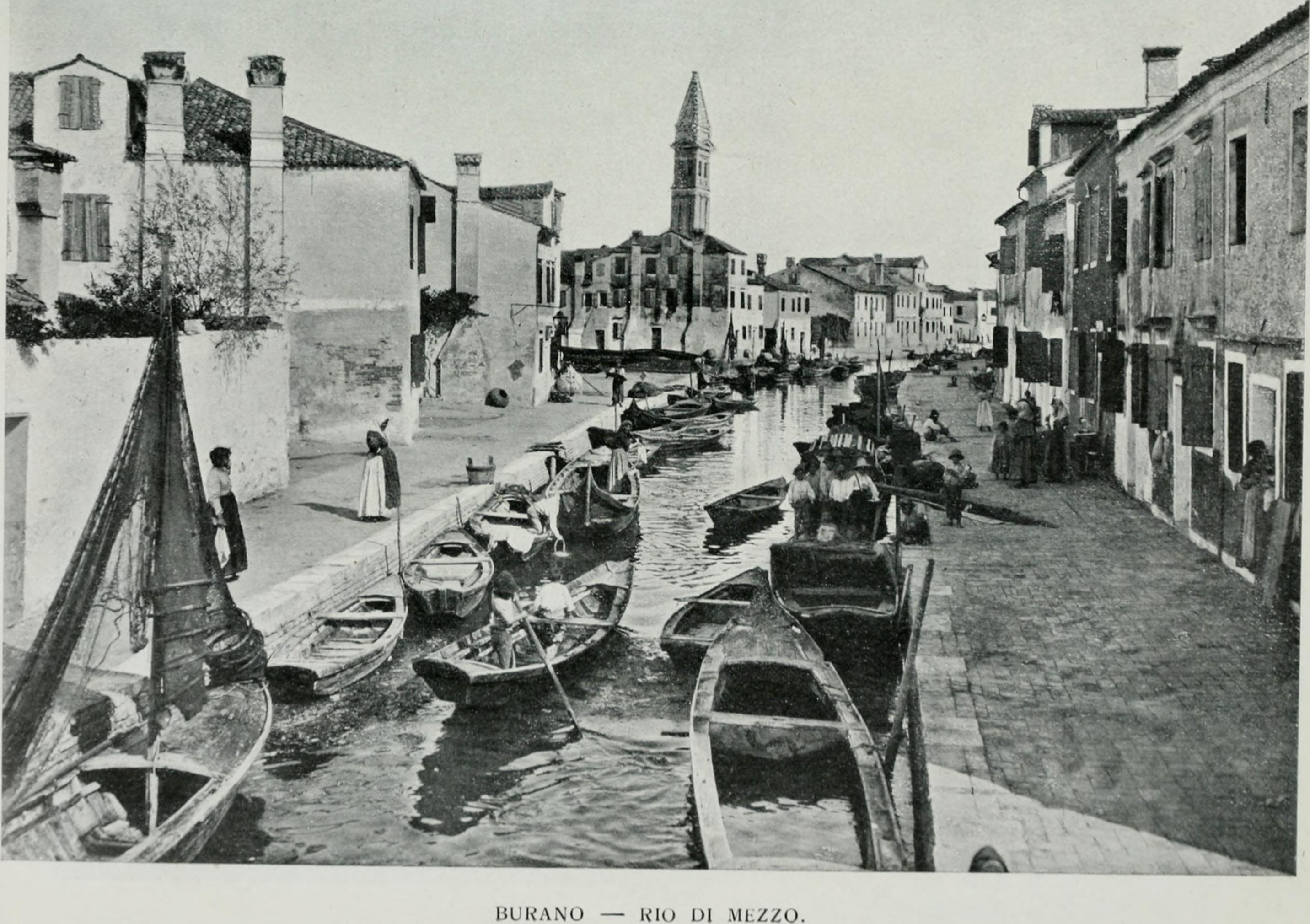
Abbildung aus Molmentis Le isole della Laguna veneta (hier der Rio Giudecca auf Burano)

1887 publizierte er einen Artikel in der Nuova Antologia di scienze, lettere ed arti mit dem Titel Delendae Venetiae, in der er die historischen Gebäude gegen Verunstaltung und Zerstörung verteidigte. Dieser Beitrag richtete sich vor allem gegen die kommunale Politik. Ein Leben lang verteidigte Molmenti das kulturelle Erbe und wandte sich auch gegen den Export von Kunstschätzen. 1905 erschien Venezia, sein Lebensthema, dem er sich immer wieder widmete, wie 1904 mit Le isole della Laguna veneta. 1917 wandte er sich mit Il contrabbando sotto la Repubblica Veneta der Geschichte des Schmuggels zu. Während des Ersten Weltkrieges polemisierte er gegen die übertriebenen und teils zerstörerischen Bemühungen, das kulturelle Erbe Venedigs zu schützen. 
Nachdem im Februar 1911 seine Frau gestorben war, heiratete er am 18. August 1913 Lodovica Palazzi († 1958).
1914 bis 1916 war Molmenti Präsident des Istituto Veneto di Scienze, Lettere ed Arti. Noch heute werden unter seinem Namen Preise für kulturell herausragende Arbeiten vergeben (Premio Pompeo Molmenti). Am 24. September 1919 wurde er zum sottosegretario alle belle arti ernannt. Er sollte dafür Sorge tragen, dass die Kunstwerke, die während des Krieges in Sicherheit gebracht oder auf sonstigen Wegen verschwunden waren, wieder an ihren angestammten Platz zurückkehrten. Auch war er für die Übertragung des Museo Correr von seinem Standort im Fondaco dei Turchi in den Palazzo Reale an den Procuratie Nuove verantwortlich. 
Zunächst hoffte Molmenti, die Faschisten würden für eine stabilere Staatsordnung sorgen, doch ging er bald auf Distanz. Schließlich unterzeichnete er das antifaschistische Manifest des Benedetto Croce von 1925. 
Molmenti starb Anfang 1928 in Rom, nachdem er bereits am 28. Juni 1927 sein Testament aufgesetzt hatte. Seine Bücher und Kunstwerke sowie seine persönlichen Aufzeichnungen vermachte er der Stadt Venedig. Seine Briefe befinden sich in zehn buste im Museo civico Correr.

## Werke (Auswahl)
- La dogaressa di Venezia, Turin 1884 (Digitalisat beim MDZ; Digitalisat bei archive.org)
- La storia di Venezia nella vita privata dalle origini alla caduta della repubblica, 3 Bde., 2. erweiterte Auflage, Turin 1880 (Die Venetianer. Geschichte und Privatleben von der Gründung bis zum Verfall der Republik, Hamburg 1886).
- mit Dino Mantovani: Le isole della Laguna Veneta, Bergamo 1904. (Digitalisat)
- Venezia, Bergamo 1905. (Digitalisat)
- Venice, its Individual Growth from the Earliest Beginnings to the Fall of the Republic, Chicago 1906.
- Il contrabbando sotto la Repubblica Veneta, Venedig 1917.